# Jan Eggens (motorcoureur)
Jan Eggens (1942 - Assen, 1 maart 2010) was een Nederlands motorcoureur.
Jan Eggens was als coureur actief in de 125cc wegraceklasse. Hij begon pas op 34-jarige leeftijd met de professionele racerij, maar behaalde ondanks zijn gevorderde leeftijd toch goede resultaten. Na te zijn begonnen op een Morbidelli, bouwde hij al snel eigenhandig een racemotor uit onderdelen van andere merken die hij als naam EGA (EGgens Assen) gaf. In 1985 behaalde hij met deze motor bij de TT de vijfde plaats en was daarmee beste Nederlander, een jaar later werd hij vijftiende tijdens de TT.
Jan Eggens was al ver in de vijftig toen hij besloot om te stoppen met de racerij. Hij was een begaafd technicus die een succesvol bedrijf in motorenrevisie opzette.
Jan Eggens overleed ten gevolge van een val op de ijsbaan van Assen.